# Ley Maria da Penha (Brasil)
La Ley Federal 11340 de 2006, también conocida como Ley Maria da Penha (portugués: Lei Maria da Penha) es una ley cuyo ámbito es la violencia de género en Brasil, en especial la violencia doméstica. Fue aprobada el 7 de agosto de 2006 por el presidente Luiz Inácio Lula da Silva y aplicada el 22 de septiembre de 2007. Su nombre homenajea a la activista brasileña Maria da Penha, víctima de maltrato por parte de su exmarido, que intentó asesinarla dos veces, causándole una paraplejía.

## Antecedentes
La violencia contra la mujer (especialmente la violencia en el hogar y el maltrato) sigue siendo un problema recurrente en Latinoamérica. La violencia doméstica se define como "agresión física, sexual y verbal, típica del sexismo y una forma de fortalecer el poder de los hombres dentro del hogar, especialmente si se sienten económicamente inseguros". Según el Foro Brasileño de Seguridad Pública (Fórum Brasileiro de Segurança Pública), el 66% de los hombres brasileños han sido responsables de maltrato contra una mujer en sus comunidades, y el 70% de mujeres sienten que han sufrido algún tipo de violencia o abuso en un lugar público antes de los 24 años. En 2017, una investigación de Human Rights Watch determinó que apenas un cuarto de las mujeres brasileñas víctimas de violencia por parte de un conocido o pareja lo denunciaban a las autoridades. En Brasil, son escasas las iniciativas legales para acabar con la violencia de género. Hasta 2009, era completamente legal que un caso de abuso fuese descartado por una corte si "la mujer no era honesta".
En 2006, la amplia difusión por los medios de comunicación del caso Maria da Penha, hizo que el gobierno elaborase la Ley Maria da Penha para intentar responder a la presión internacional. A lo largo de los 23 años de su matrimonio, Maria da Penha fue objeto de abusos físico en repetidas ocasiones, dejándola parapléjica tras dos intentos de asesinato por parte de su entonces marido. Tras estos episodios, da Penha, junto con el Centro por la Justicia y el Derecho Internacional (CEJIL) y el Comité de Latinoamérica y el Caribe para la Defensa de los Derechos de la Mujer (CLADEM), lucharon a través del sistema legal brasileño contra su expareja; da Penha interpuso una queja a la Comisión Interamericana de Derechos Humanos (CIDH), enfatizando la necesidad del estado de intervenir en la violencia de género.

## Componentes de la ley
La Ley Maria da Penha busca reducir los índices de violencia doméstica, principalmente al incrementar los castigos contra los perpetradores, incrementando el número máximo de años de cárcel de uno a tres, estableciendo tribunales especiales para estos casos y requiriendo a las autoridades brasileñas refugio por 24 horas para las víctimas. La ley también estipula que la violencia en parejas homosexuales, así como el abuso perpetrado por una mujer contra un hombre en una relación heterosexual.
El 7 de febrero de 2012, la Corte Suprema dictaminó que los fiscales "pueden presentar casos de violencia doméstica independientemente de si la víctima presenta cargos o no".

## Aplicación
Con la aplicación de la Ley Maria da Penha, Brasil tiene una de las leyes más avanzadas sobre violencia doméstica de América Latina. Según el Instituto de Investigación Económica Aplicada (Instituto de Pesquisa Econômica Aplicada), la Ley ha resultado efectiva, al reducir la tasa de homicidios vinculados a la violencia doméstica en Brasil en un 10% desde el 2006. Aunque la Ley es de gran ayuda, muchas personas consideran que se debe hacer mucho más para acabar con este problema.